# Ommata croceicornis
Ommata croceicornis là một loài bọ cánh cứng trong họ Cerambycidae.